# Estrid Hesse
Estrid Hesse, född 16 maj 1904 i Väse, Karlstads kommun, död 24 mars 1983 i Stockholm, var en svensk skådespelare.

## Filmografi
- 1938 – Karriär
- 1948 – Hamnstad
- 1949 – Törst

## Teater

### Roller (ej komplett)
| År   | Roll            | Produktion                                                     | Regi                | Teater                           |
| ---- | --------------- | -------------------------------------------------------------- | ------------------- | -------------------------------- |
| 1943 | Tredje kvinnan  | U39 Rudolf Värnlund                                            | Ingmar Bergman      | Dramatikerstudion                |
| 1943 | Maria           | Tivolit Ingmar Bergman                                         | Ingmar Bergman      | Stockholms studentteater         |
| 1944 | Städerskan Lise | Hotellrummet (Chambre dʼhôtel) Pierre Rocher                   | Ingmar Bergman      | Boulevardteatern                 |
| 1944 | Mormor          | Rödluvan och vargen (Rotkäppchen) Robert Bürkner               | Ingmar Bergman      | Boulevardteatern                 |
| 1944 |                 | Vår väg mot framtiden Rudolf Värnlund                          | Ingrid Luterkort    | Dramatikerstudion                |
| 1947 | Marie Torsen    | Kranes konditori Cora Sandel                                   | Lars-Levi Læstadius | Helsingborgs stadsteater         |
| 1947 | Städerskan      | Född igår (Born Yesterday) Garson Kanin                        | Per-Axel Branner    | Nya Teatern                      |
| 1949 | Svägerska 2     | Yerma Federico García Lorca                                    | Per-Axel Branner    | Nya Teatern                      |
| 1965 | Pigan           | Bernardas hus (La casa de Bernarda Alba) Federico García Lorca | Lars-Levi Læstadius | Norrköping-Linköping stadsteater |